# Athetis tristis
Athetis tristis là một loài bướm đêm trong họ Noctuidae.